# ねじれの位置 (真心ブラザーズのアルバム)
『ねじれの位置』（ねじれのいち）は、THE 真心ブラザーズの1枚目のアルバム。1990年3月1日にEpic/Sony Records(LIFE SIZE)から発売された。THE 真心ブラザーズ初のオリジナルアルバムである。
デビュー前に出演していたバラエティ番組「パラダイスGoGo!!」内のコーナー「勝ち抜きフォーク合戦」で演奏された曲も数曲アレンジが加えられ収録されている。
歌詞カードの歌詞やクレジットは全て手書き。デビューシングルである「うみ」は未収録である。

## 収録曲
1. どか〜ん
作詞・作曲・編曲：THE 真心ブラザーズ
後に4枚目のシングルとしてシングルカットされた。
2. 君と金さえあれば
作詞・作曲・編曲：THE 真心ブラザーズ
3. ふわふわ人
作詞・作曲・編曲：THE 真心ブラザーズ
後に3枚目のシングル「組曲オバタリアンのテーマ」のカップリング曲としてシングルカットされた。
4. ビーンマンのうた
作詞・作曲・編曲：THE 真心ブラザーズ
5. ともだち
作詞・作曲・編曲：THE 真心ブラザーズ
6. 分類
作詞・作曲・編曲：THE 真心ブラザーズ
7. のり弁女
作詞・作曲・編曲：THE 真心ブラザーズ
8. 戦争で負けた兵士は必死になって走る
作詞・作曲・編曲：THE 真心ブラザーズ
9. 最終電車
作詞・作曲・編曲：桜井秀俊
10. うわさ
作詞・作曲・編曲：THE 真心ブラザーズ
11. スランプ
作詞・作曲・編曲：THE 真心ブラザーズ
12. さるまわし (MERCY, MERCY, MERCY)
日本語詞：倉持陽一、原詞：RONALD MILLER、作曲：DON COVAY、編曲：THE 真心ブラザーズ
13. うまくは言えないけど
作詞・作曲：倉持陽一、編曲：桜井秀俊
2枚目のシングルで、本作唯一の先行シングル。シングルに収録されたものとはバージョンが異なる。ベストアルバム「GOODDEST」にはこのバージョンで収録された。
14. 働けど
作詞・作曲・編曲：桜井秀俊
15. きいてる奴らがバカだから
作詞・作曲・編曲：THE 真心ブラザーズ
16. パンクロッカーの哀しみ
作詞・作曲・編曲：倉持陽一